# Seznam rodů čeledi hvězdnicovitých
Toto je seznam rodů čeledi hvězdnicovité (Asteraceae).

## A
Aaronsohnia,
Abrotanella,
Acamptopappus,
Acanthocephalus,
Acanthocladium,
Acanthodesmos,
Acanthospermum,
Acanthostyles,
Achillea,
Achnophora,
Achnopogon,
Achyrachaena,
Achyranthemum,
Achyrocline,
Achyropappus,
Acilepidopsis,
Acilepis,
Acmella,
Acomis,
Acourtia,
Acrisione,
Acritopappus,
Actinobole,
Acunniana,
Adelostigma,
Adenanthellum,
Adenocaulon,
Adenocritonia,
Adenoglossa,
Adenoon,
Adenophyllum,
Adenostemma,
Adenostyles,
Adenothamnus,
Aedesia,
Aequatorium,
Aetheolaena,
Aetheorhiza,
Afroaster,
Ageratella,
Ageratina,
Ageratinastrum,
Ageratum,
Agnorhiza,
Agoseris,
Agrianthus,
Ainsliaea,
Ajania,
Ajaniopsis,
Akeassia,
Alatoseta,
Albertinia,
Aldama,
Alepidocline,
Alfredia,
Aliella,
Allagopappus,
Allardia,
Allittia,
Allocephalus,
Alloispermum,
Allopterigeron,
Almutaster,
Alomia,
Alomiella,
Amauria,
Ambassa,
Amberboa,
Amblyolepis,
Amblyopappus,
Amboroa,
Ambrosia,
Ameghinoa,
Amellus,
Ammobium,
Amolinia,
Ampelaster,
Amphiachyris,
Amphiglossa,
Amphipappus,
Amphoricarpos,
Anacantha,
Anacyclus,
Ananthura,
Anaphalis,
Anaphaloides,
Anastraphia,
Anaxeton,
Ancathia,
Ancistrocarphus,
Anderbergia,
Andryala,
Anemocarpa,
Angeldiazia,
Angianthus,
Anisocarpus,
Anisochaeta,
Anisocoma,
Anisopappus,
Antennaria,
Anteremanthus,
Anthemis,
Anticona,
Antillanthus,
Antillia,
Antiphiona,
Anvillea,
Apalochlamys,
Aphanactis,
Aphanostephus,
Aphelexis,
Aphyllocladus,
Apodocephala,
Apopyros,
Aposeris,
Apostates,
Apowollastonia,
Aquilula,
Arbelaezaster,
Archanthemis,
Archibaccharis,
Archidasyphyllum,
Archiserratula,
Arctium,
Arctogeron,
Arctotheca,
Arctotis,
Argentipallium,
Argyranthemum,
Argyroglottis,
Argyrotegium,
Argyroxiphium,
Aristeguietia,
Arnaldoa,
Arnica,
Arnicastrum,
Arnoglossum,
Arnoseris,
Arrhenechthites,
Arrojadocharis,
Arrowsmithia,
Artemisia,
Artemisiopsis,
Asanthus,
Ascidiogyne,
Askellia,
Aspilia,
Asplundianthus,
Astartoseris,
Aster,
Asteridea,
Asteriscus,
Asterothamnus,
Astranthium,
Athanasia,
Athrixia,
Athroisma,
Atractylis,
Atractylodes,
Atrichantha,
Atrichoseris,
Aucklandia,
Austrobrickellia,
Austrocritonia,
Austroeupatorium,
Austroliabum,
Austrosynotis,
Axiniphyllum,
Ayapana,
Ayapanopsis,
Aynia,
Aztecaster

## B
Baccharis,
Baccharoides,
Badilloa,
Baeriopsis,
Bafutia,
Bahianthus,
Bahiopsis,
Baileya,
Bajacalia,
Balduina,
Balladonia,
Balsamorhiza,
Baltimora,
Barkleyanthus,
Barnadesia,
Barrosoa,
Bartlettia,
Bartlettina,
Basedowia,
Batopilasia,
Bebbia,
Bechium,
Bedfordia,
Bejaranoa,
Bellida,
Bellis,
Bellium,
Belloa,
Benitoa,
Berardia,
Berkheya,
Berlandiera,
Berroa,
Bertilia,
Berylsimpsonia,
Bethencourtia,
Bidens,
Bigelowia,
Bishopanthus,
Bishopiella,
Bishovia,
Blainvillea,
Blakiella,
Blanchetia,
Blennosperma,
Blennospora,
Blepharipappus,
Blepharispermum,
Blepharizonia,
Blumea,
Boeberastrum,
Boeberoides,
Bolandia,
Bolanosa,
Bolocephalus,
Boltonia,
Bombycilaena,
Borrichia,
Bothriocline,
Brachanthemum,
Brachionostylum,
Brachyclados,
Brachyglottis,
Brachylaena,
Brachyscome,
Brachythrix,
Bradburia,
Brenandendron,
Brickellia,
Brickelliastrum,
Brintonia,
Brocchia,
Bryomorphe,
Buphthalmum,
Burkartia

## C
Caatinganthus,
Cabobanthus,
Cabreraea,
Cabreriella,
Cacaliopsis,
Cacosmia,
Cadiscus,
Caesulia,
Calanticaria,
Calea,
Calendula,
Callicephalus,
Callilepis,
Callistephus,
Calocephalus,
Calomeria,
Calorezia,
Calostephane,
Calotesta,
Calotis,
Calycadenia,
Calycoseris,
Calyptocarpus,
Camchaya,
Campovassouria,
Camptacra,
Campuloclinium,
Canadanthus,
Cancrinia,
Cancriniella,
Capelio,
Caputia,
Cardopatium,
Cardosoa,
Carduus,
Carlina,
Carlquistia,
Carminatia,
Carpesium,
Carphephorus,
Carphochaete,
Carramboa,
Carthamus,
Cassinia,
Castanedia,
Castrilanthemum,
Castroviejoa,
Catamixis,
Catananche,
Catatia,
Catolesia,
Caucasalia,
Cavalcantia,
Cavea,
Caxamarca,
Celmisia,
Centaurea,
Centauropsis,
Centaurothamnus,
Centenaria,
Centipeda,
Centratherum,
Centromadia,
Centropappus,
Cephalipterum,
Cephalopappus,
Cephalosorus,
Ceratogyne,
Ceruana,
Chacoa,
Chaenactis,
Chaetadelpha,
Chaetanthera,
Chaetopappa,
Chaetymenia,
Chamaechaenactis,
Chamaegeron,
Chamaeleon,
Chamaemelum,
Chamaepus,
Chaptalia,
Charadranaetes,
Chardinia,
Cheirolophus,
Chersodoma,
Chevreulia,
Chiliadenus,
Chiliocephalum,
Chiliophyllum,
Chiliotrichiopsis,
Chiliotrichum,
Chimantaea,
Chionolaena,
Chionopappus,
Chlamydophora,
Chloracantha,
Chondrilla,
Chondropyxis,
Chresta,
Chromolaena,
Chromolepis,
Chronopappus,
Chrysactinia,
Chrysactinium,
Chrysanthellum,
Chrysanthemum,
Chrysanthoglossum,
Chryselium,
Chrysocephalum,
Chrysocoma,
Chrysogonum,
Chrysolaena,
Chrysoma,
Chrysophtalmum,
Chrysopsis,
Chrysothamnus,
Chthonocephalus,
Chucoa,
Chuquiraga,
Cicerbita,
Ciceronia,
Cichorium,
Cineraria,
Cirsium,
Cissampelopsis,
Cladanthus,
Cladochaeta,
Clappia,
Clibadium,
Cloiselia,
Cnicothamnus,
Coespeletia,
Coleocoma,
Coleostephus,
Colobanthera,
Cololobus,
Columbiadoria,
Comaclinium,
Commidendrum,
Condylidium,
Condylopodium,
Conocliniopsis,
Conoclinium,
Constancea,
Coreocarpus,
Coreopsis,
Corethamnium,
Corethrogyne,
Coronidium,
Corymbium,
Cosmos,
Cota,
Cotula,
Coulterella,
Cousinia,
Cousiniopsis,
Craspedia,
Crassocephalum,
Crassothonna,
Cratystylis,
Cremanthodium,
Cremnothamnus,
Crepidiastrum,
Crepis,
Criscia,
Criscianthus,
Critonia,
Critoniadelphus,
Critoniella,
Critoniopsis,
Crocidium,
Crocodilium,
Cronquistianthus,
Croptilon,
Crossostephium,
Crossothamnus,
Crupina,
Crystallopollen,
Cuatrecasanthus,
Cuatrecasasiella,
Cuchumatanea,
Culcitium,
Cullumia,
Cuniculotinus,
Curio,
Cuspidia,
Cyanthillium,
Cyathocline,
Cyathomone,
Cyclachaena,
Cyclolepis,
Cylindrocline,
Cymbonotus,
Cymbopappus,
Cymophora,
Cynara,
Cyrtocymura,

## D
Dacryotrichia,
Dahlia,
Damnamenia,
Damnxanthodium,
Dasyandantha,
Dasyanthina,
Dasycondylus,
Dasyphyllum,
Dauresia,
Daveaua,
Davilanthus,
Decachaeta,
Decaneuropsis,
Decastylocarpus,
Decazesia,
Deinandra,
Delairea,
Delamerea,
Delilia,
Delwiensia,
Dendrocacalia,
Dendrophorbium,
Dendrosenecio,
Dendroviguiera,
Denekia,
Desmanthodium,
Dewildemania,
Diacranthera,
Diaperia,
Diaphractanthus,
Dicercoclados,
Dicerothamnus,
Dichaetophora,
Dichrocephala,
Dichromochlamys,
Dicoma,
Dicomopsis,
Dicoria,
Dicranocarpus,
Didelta,
Dielitzia,
Dieteria,
Digitacalia,
Dillandia,
Dimeresia,
Dimerostemma,
Dimorphocoma,
Dimorphotheca,
Diodontium,
Diplostephium,
Dipterocome,
Dipterocypsela,
Disparago,
Dissothrix,
Distephanus,
Disynaphia,
Dithyrostegia,
Dittrichia,
Doellingeria,
Dolichlasium,
Dolichoglottis,
Dolichorrhiza,
Dolichothrix,
Dolomiaea,
Doniophyton,
Dorobaea,
Doronicum,
Dresslerothamnus,
Dubautia,
Dubyaea,
Dugesia,
Duhaldea,
Duidaea,
Duseniella,
Dymondia,
Dysaster,
Dyscritothamnus,
Dysodiopsis,
Dyssodia,

## E
Eastwoodia,
Eatonella,
Echinacea,
Echinocoryne,
Echinops,
Eclipta,
Edmondia,
Egletes,
Eirmocephala,
Eitenia,
Ekmania,
Ekmaniopappus,
Elachanthus,
Elaphandra,
Electranthera,
Elekmania,
Elephantopus,
Eleutheranthera,
Ellenbergia,
Elytropappus,
Emilia,
Emiliella,
Encelia,
Enceliopsis,
Endocellion,
Endopappus,
Engelmannia,
Engleria,
Enydra,
Epaltes,
Epilasia,
Epitriche,
Erato,
Erechtites,
Eremanthus,
Eremosis,
Eremothamnus,
Eriachaenium,
Ericameria,
Ericentrodea,
Erigeron,
Eriocephalus,
Eriochlamys,
Eriophyllum,
Eriothrix,
Erlangea,
Erodiophyllum,
Erymophyllum,
Erythrocephalum,
Erythroseris,
Eschenbachia,
Espejoa,
Espeletia,
Espeletiopsis,
Ethulia,
Eucephalus,
Euchiton,
Eumorphia,
Eupatoriastrum,
Eupatorina,
Eupatoriopsis,
Eupatorium,
Euphrosyne,
Eurybia,
Eurydochus,
Euryops,
Eutetras,
Euthamia,
Eutrochium,
Ewartia,
Ewartiothamnus,
Exomiocarpon,
Exostigma,

## F
Faberia,
Facelis,
Famatinanthus,
Farfugium,
Faujasia,
Faujasiopsis,
Faxonia,
Feddea,
Feldstonia,
Felicia,
Fenixia,
Ferreyranthus,
Ferreyrella,
Filago,
Filifolium,
Fitchia,
Fitzwillia,
Flaveria,
Fleischmannia,
Fleischmanniopsis,
Florestina,
Floscaldasia,
Flosmutisia,
Flourensia,
Fluminaria,
Flyriella,
Formania,
Foveolina,
Freya,
Frolovia,
Fulcaldea,

## G
Gaillardia,
Galactites,
Galatella,
Galeana,
Galeomma,
Galinsoga,
Gamochaeta,
Garberia,
Garcibarrigoa,
Gardnerina,
Garhadiolus,
Garuleum,
Gazania,
Geigeria,
Geissolepis,
Gelasia,
Geraea,
Gerbera,
Geropogon,
Gibbaria,
Gilberta,
Gilruthia,
Gladiopappus,
Glebionis,
Glossarion,
Glossocardia,
Glossopappus,
Glyptopleura,
Gnaphaliothamnus,
Gnaphalium,
Gnephosis,
Gnomophalium,
Gochnatia,
Goldmanella,
Gongrostylus,
Gongylolepis,
Goniocaulon,
Gonospermum,
Gonzalezia,
Gorceixia,
Gorteria,
Gossweilera,
Goyazianthus,
Grangea,
Grangeopsis,
Graphistylis,
Gratwickia,
Grauanthus,
Grazielia,
Greenmaniella,
Grindelia,
Grisebachianthus,
Grosvenoria,
Guardiola,
Guayania,
Guevaria,
Guizotia,
Gundelia,
Gundlachia,
Gutenbergia,
Gutierrezia,
Guynesomia,
Gymnanthemum,
Gymnarrhena,
Gymnocondylus,
Gymnocoronis,
Gymnodiscus,
Gymnolaena,
Gymnopentzia,
Gymnosperma,
Gynoxys,
Gynura,
Gypothamnium,
Gyptidium,
Gyptis,
Gyrodoma

## H
Haastia,
Haeckeria,
Haegiela,
Hainanecio,
Handelia,
Haplocarpha,
Haploesthes,
Haplopappus,
Haptotrichion,
Harleya,
Harmonia,
Harnackia,
Haroldia,
Hartwrightia,
Hasteola,
Hatschbachiella,
Hazardia,
Hebeclinium,
Hecastocleis,
Hedosyne,
Hedypnois,
Heiseria,
Helenium,
Helianthella,
Helianthus,
Helichrysopsis,
Helichrysum,
Heliocauta,
Heliomeris,
Heliopsis,
Helminthotheca,
Helogyne,
Hemisteptia,
Hemizonella,
Hemizonia,
Henricksonia,
Heptanthus,
Herderia,
Herodotia,
Herreranthus,
Hertia,
Hesperevax,
Hesperomannia,
Heteracia,
Heteranthemis,
Heterocoma,
Heterocondylus,
Heterocypsela,
Heteroderis,
Heterolepis,
Heteromera,
Heteromma,
Heteroplexis,
Heterorhachis,
Heterosperma,
Heterotheca,
Hidalgoa,
Hieracium,
Hilliardia,
Hilliardiella,
Himalaiella,
Hinterhubera,
Hippia,
Hippolytia,
Hirpicium,
Hirtellina,
Hispidella,
Hoehnephytum,
Hoffmannanthus,
Hoffmanniella,
Hofmeisteria,
Holocarpha,
Holocheilus,
Hololeion,
Hololepis,
Holoschkuhria,
Holozonia,
Homogyne,
Hoplophyllum,
Huarpea,
Huberopappus,
Hubertia,
Hughesia,
Hullsia,
Hulsea,
Humbertacalia,
Humeocline,
Hyalis,
Hyalochlamys,
Hyaloseris,
Hyalosperma,
Hybridella,
Hydroidea,
Hydropectis,
Hymenocephalus,
Hymenolepis,
Hymenonema,
Hymenopappus,
Hymenostemma,
Hymenostephium,
Hymenothrix,
Hymenoxys,
Hyoseris,
Hypericophyllum,
Hypochaeris,
Hysterionica,
Hystrichophora

## I
Ianthopappus,
Ichthyothere,
Idiopappus,
Idiothamnus,
Ifloga,
Ignurbia,
Iltisia,
Imeria,
Indocypraea,
Inezia,
Inkaliabum,
Inula,
Inulanthera,
Inulopsis,
Io,
Iocenes,
Iodocephalopsis,
Iogeton,
Ionactis,
Iostephane,
Iotasperma,
Iphiona,
Iphionopsis,
Iranecio,
Iranoaster,
Ischnea,
Ismelia,
Isocarpha,
Isocoma,
Isoetopsis,
Isostigma,
Iva,
Ixeridium,
Ixeris,
Ixiochlamys,
Ixiolaena,
Ixodia

## J
Jacmaia,
Jacobaea,
Jaegeria,
Jalcophila,
Jaliscoa,
Jamesianthus,
Japonicalia,
Jaramilloa,
Jasonia,
Jaumea,
Jefea,
Jeffreya,
Jeffreycia,
Jensia,
Jessea,
Joseanthus,
Jungia,
Jurinea

## K
Karelinia,
Karvandarina,
Kaschgaria,
Katinasia,
Kaunia,
Kemulariella,
Keysseria,
Khasianthus,
Kieslingia,
Kinghamia,
Kingianthus,
Kippistia,
Klasea,
Klaseopsis,
Kleinia,
Koanophyllon,
Koehneola,
Koelpinia,
Koyamasia,
Krigia,
Kurziella,
Kyhosia,
Kyrsteniopsis

## L
Lachanodes,
Lachnophyllum,
Lachnorhiza,
Lachnospermum,
Lactuca,
Laennecia,
Laestadia,
Lagascea,
Lagenocypsela,
Lagenophora,
Laggera,
Lagophylla,
Lagoseriopsis,
Lamprocephalus,
Lampropappus,
Lamyropappus,
Lamyropsis,
Langebergia,
Lantanopsis,
Lapidia,
Lapsana,
Lapsanastrum,
Lasianthaea,
Lasiocephalus,
Lasiolaena,
Lasiopogon,
Lasiospermum,
Lasthenia,
Launaea,
Lawrencella,
Layia,
Lecocarpus,
Leibnitzia,
Leiboldia,
Leiocarpa,
Lemooria,
Leonis,
Leontodon,
Leontopodium,
Lepidaploa,
Lepidesmia,
Lepidolopha,
Lepidolopsis,
Lepidonia,
Lepidophorum,
Lepidophyllum,
Lepidospartum,
Lepidostephium,
Leptinella,
Leptocarpha,
Leptorhynchos,
Leptostelma,
Lescaillea,
Lessingia,
Lessingianthus,
Lettowia,
Leucactinia,
Leucanthemella,
Leucanthemopsis,
Leucanthemum,
Leucheria,
Leucoblepharis,
Leucochrysum,
Leucogenes,
Leucomeris,
Leucophyta,
Leucoptera,
Leucosyris,
Leunisia,
Leuzea,
Leysera,
Liabum,
Liatris,
Libanothamnus,
Libinhania,
Lidbeckia,
Lifago,
Ligularia,
Ligulariopsis,
Limbarda,
Lindheimera,
Linochilus,
Linzia,
Lipoblepharis,
Lipochaeta,
Lipotriche,
Lipschitziella,
Litogyne,
Litothamnus,
Llerasia,
Logfia,
Lomanthus,
Lomatozona,
Lonas,
Lopholaena,
Lophopappus,
Lorandersonia,
Lordhowea,
Lorentzianthus,
Loricaria,
Lourteigia,
Lowryanthus,
Loxothysanus,
Lucilia,
Luina,
Lulia,
Lundellianthus,
Lundinia,
Lycapsus,
Lychnocephalus,
Lychnophora,
Lychnophorella,
Lycoseris,
Lygodesmia

## M
Machaeranthera,
Macledium,
Macrachaenium,
Macropodina,
Macvaughiella,
Madagaster,
Madia,
Mairia,
Malacothrix,
Malmeanthus,
Malperia,
Mantisalca,
Manyonia,
Marasmodes,
Marshallia,
Marshalljohnstonia,
Marticorenia,
Maschalostachys,
Matricaria,
Mattfeldanthus,
Mattfeldia,
Mauranthemum,
Mecomischus,
Medranoa,
Melampodium,
Melanodendron,
Melanoseris,
Melanthera,
Merrittia,
Mesanthophora,
Mesogramma,
Metalasia,
Mexerion,
Mexianthus,
Micractis,
Microcephala,
Microglossa,
Microgyne,
Microliabum,
Micropsis,
Micropus,
Microseris,
Microspermum,
Mikania,
Mikaniopsis,
Milleria,
Millotia,
Minasia,
Minuria,
Miricacalia,
Misbrookea,
Mniodes,
Monactinocephalus,
Monactis,
Monarrhenus,
Monogereion,
Monolopia,
Monoptilon,
Monosis,
Montanoa,
Monticalia,
Moonia,
Moquinia,
Moquiniastrum,
Morithamnus,
Moscharia,
Msuata,
Mtonia,
Munnozia,
Munzothamnus,
Muschleria,
Mutisia,
Myanmaria,
Myopordon,
Myriactis,
Myriocephalus,
Myripnois,
Myrovernix,
Myxopappus

## N
Nabalus,
Nahuatlea,
Namibithamnus,
Nananthea,
Nannoglottis,
Nardophyllum,
Narvalina,
Nassauvia,
Neblinaea,
Neja,
Nelsonianthus,
Nemosenecio,
Neobrachyactis,
Neocabreria,
Neocuatrecasia,
Neojeffreya,
Neomirandea,
Neopallasia,
Neotysonia,
Nesampelos,
Nesomia,
Nestlera,
Nestotus,
Neurolaena,
Neurolakis,
Nicolasia,
Nicolletia,
Nidorella,
Nipponanthemum,
Nivellea,
Nolletia,
Nordenstamia,
Nothobaccharis,
Nothoschkuhria,
Nothovernonia,
Noticastrum,
Notisia,
Notobasis,
Notopappus,
Notoseris,
Nouelia,
Novaguinea,
Novenia

## O
Oblivia,
Ochrocephala,
Oclemena,
Odixia,
Odontocline,
Oedera,
Okia,
Oldenburgia,
Oldfeltia,
Olearia,
Olgaea,
Oligactis,
Oliganthes,
Oligocarpus,
Oligochaeta,
Oligothrix,
Omalotheca,
Omphalopappus,
Oncosiphon,
Ondetia,
Onopordum,
Onoseris,
Oocephala,
Oonopsis,
Oparanthus,
Ophryosporus,
Opisthopappus,
Orbivestus,
Oreochrysum,
Oreoseris,
Oreostemma,
Oresbia,
Oriastrum,
Oritrophium,
Orochaenactis,
Orthopappus,
Ortizacalia,
Osbertia,
Osmadenia,
Osmiopsis,
Osmitopsis,
Osteospermum,
Oteiza,
Othonna,
Otopappus,
Otospermum,
Oxycarpha,
Oxylaena,
Oxylobus,
Oxypappus,
Oxyphyllum,
Oyedaea,
Ozothamnus

## P
Pachylaena,
Pachystegia,
Pacifigeron,
Packera,
Pacourina,
Paenula,
Palafoxia,
Pallenis,
Paneroa,
Panphalea,
Pappobolus,
Pappochroma,
Papuacalia,
Paquirea,
Paracalia,
Parafaujasia,
Paragynoxys,
Paralychnophora,
Paranephelius,
Parantennaria,
Parapiqueria,
Parapolydora,
Paraprenanthes,
Parasenecio,
Parastrephia,
Parthenice,
Parthenium,
Pasaccardoa,
Pascalia,
Paurolepis,
Pechuel-loeschea,
Pectis,
Pegolettia,
Pelucha,
Pembertonia,
Pentacalia,
Pentachaeta,
Pentalepis,
Pentanema,
Pentatrichia,
Pentzia,
Perdicium,
Perezia,
Pericallis,
Pericome,
Peripleura,
Perityle,
Perralderia,
Pertya,
Perymeniopsis,
Perymenium,
Petalacte,
Petasites,
Peteravenia,
Petradoria,
Petrobium,
Peucephyllum,
Phacellothrix,
Phaenocoma,
Phagnalon,
Phalacrachena,
Phalacraea,
Phalacrocarpum,
Phalacroseris,
Phaneroglossa,
Phania,
Philactis,
Philoglossa,
Phitosia,
Phoebanthus,
Phyllocephalum,
Phymaspermum,
Picnomon,
Picradeniopsis,
Picris,
Picrosia,
Pilbara,
Pilosella,
Piloselloides,
Pinaropappus,
Pinillosia,
Piora,
Pippenalia,
Piptocarpha,
Piptocoma,
Piptolepis,
Piqueria,
Piqueriella,
Pithocarpa,
Pittocaulon,
Pityopsis,
Pladaroxylon,
Plagiobasis,
Plagiocheilus,
Plagiolophus,
Plagius,
Planaltoa,
Planea,
Plateilema,
Platycarpha,
Platycarphella,
Platypodanthera,
Platyschkuhria,
Plazia,
Plecostachys,
Plectocephalus,
Pleiacanthus,
Pleiotaxis,
Pleocarphus,
Pleurocarpaea,
Pleurocoronis,
Pleurophyllum,
Pluchea,
Podachaenium,
Podanthus,
Podocoma,
Podolepis,
Podotheca,
Poecilolepis,
Pogonolepis,
Pojarkovia,
Poljakanthema,
Poljakovia,
Polyachyrus,
Polyanthina,
Polyarrhena,
Polycalymma,
Polymnia,
Polytaxis,
Porophyllum,
Porphyrostemma,
Praxeliopsis,
Praxelis,
Prenanthes,
Prestelia,
Printzia,
Prolobus,
Prolongoa,
Proteopsis,
Proustia,
Psacaliopsis,
Psacalium,
Psathyrotes,
Psathyrotopsis,
Psednotrichia,
Psephellus,
Pseudelephantopus,
Pseudobaccharis,
Pseudobahia,
Pseudoblepharispermum,
Pseudobrickellia,
Pseudoclappia,
Pseudoconyza,
Pseudoglossanthis,
Pseudognaphalium,
Pseudogynoxys,
Pseudohandelia,
Pseudonoseris,
Pseudopegolettia,
Pseudopiptocarpha,
Pseudopodospermum,
Pseudostifftia,
Psiadia,
Psiadiella,
Psilactis,
Psilocarphus,
Psilostrophe,
Psychrogeton,
Psychrophyton,
Pterachaenia,
Pterocaulon,
Pterochaeta,
Pteronia,
Pterothrix,
Pterygopappus,
Ptilostemon,
Pulicaria,
Pulicarioidea,
Pycnosorus,
Pyrrhopappus,
Pyrrocoma,
Pytinicarpa

## Q
Quadribractea,
Quechualia,
Quelchia,
Quinetia,
Quinqueremulus

## R
Rachelia,
Radlkoferotoma,
Rafinesquia,
Raillardella,
Rainiera,
Raoulia,
Raouliopsis,
Rastrophyllum,
Ratibida,
Raulinoreitzia,
Rayjacksonia,
Reichardia,
Remya,
Rensonia,
Rhagadiolus,
Rhamphogyne,
Rhanteriopsis,
Rhanterium,
Rhaponticoides,
Rhetinocarpha,
Rhetinolepis,
Rhodanthe,
Rhodanthemum,
Rhynchopsidium,
Richterago,
Richteria,
Riencourtia,
Rigiopappus,
Robinsonecio,
Robinsonia,
Rochonia,
Roebuckiella,
Rojasianthe,
Rolandra,
Roldana,
Roodebergia,
Rothmaleria,
Rudbeckia,
Rugelia,
Ruilopezia,
Rumfordia,
Russowia,
Rutidosis

## S
Sabazia,
Sachsia,
Salcedoa,
Salmea,
Sampera,
Sanrobertia,
Santolina,
Santosia,
Sanvitalia,
Sarcanthemum,
Sartwellia,
Saussurea,
Scabrethia,
Scalesia,
Scherya,
Schischkinia,
Schistocarpha,
Schistostephium,
Schizogyne,
Schizopsera,
Schizotrichia,
Schkuhria,
Schlagintweitia,
Schlechtendalia,
Schoenia,
Sciadocephala,
Sclerocarpus,
Sclerolepis,
Sclerorhachis,
Scolymus,
Scorzonera,
Scorzoneroides,
Scrobicaria,
Selloa,
Semiria,
Senecio,
Sericocarpus,
Seriphium,
Serratula,
Shafera,
Shangwua,
Sheareria,
Shinnersia,
Shinnersoseris,
Siapaea,
Sidneya,
Siebera,
Sigesbeckia,
Siloxerus,
Silphium,
Silybum,
Simsia,
Sinacalia,
Sinclairia,
Sinosenecio,
Smallanthus,
Soaresia,
Solanecio,
Solenogyne,
Solidago,
Soliva,
Sommerfeltia,
Sonchella,
Sonchus,
Sondottia,
Soroseris,
Spaniopappus,
Sphaeranthus,
Sphaereupatorium,
Sphaeromorphaea,
Sphagneticola,
Spilanthes,
Spinoliva,
Spiracantha,
Spiroseris,
Squamopappus,
Stachycephalum,
Staehelina,
Standleyanthus,
Staurochlamys,
Steiractinia,
Steirodiscus,
Stenachaenium,
Stenocarpha,
Stenocephalum,
Stenocline,
Stenopadus,
Stenops,
Stenotus,
Stephanbeckia,
Stephanodoria,
Stephanomeria,
Stevia,
Steviopsis,
Steyermarkina,
Stifftia,
Stilpnogyne,
Stilpnolepis,
Stilpnopappus,
Stizolophus,
Stoebe,
Stokesia,
Stomatanthes,
Stomatochaeta,
Stramentopappus,
Streptoglossa,
Strobocalyx,
Strotheria,
Struchium,
Stuartina,
Stylocline,
Stylotrichium,
Symphyllocarpus,
Symphyopappus,
Symphyotrichum,
Syncalathium,
Syncarpha,
Syncephalum,
Syncretocarpus,
Synedrella,
Synedrellopsis,
Syneilesis,
Synotis,
Syntrichopappus,
Synurus,
Syreitschikovia

## T
Tagetes,
Taimingasa,
Takhtajaniantha,
Talamancalia,
Talamancaster,
Tamananthus,
Tamaulipa,
Tanacetopsis,
Tanacetum,
Taplinia,
Taraxacum,
Tarchonanthus,
Tarlmounia,
Tehuana,
Teixeiranthus,
Telanthophora,
Telekia,
Telmatophila,
Tenrhynea,
Tephroseris,
Tessaria,
Tetrachyron,
Tetradymia,
Tetragonotheca,
Tetramolopium,
Tetraneuris,
Tetranthus,
Tetraperone,
Thaminophyllum,
Thelesperma,
Thespidium,
Thespis,
Thevenotia,
Thiseltonia,
Thurovia,
Thymophylla,
Thymopsis,
Tietkensia,
Tilesia,
Tithonia,
Toiyabea,
Tolpis,
Tomentaurum,
Tonestus,
Tourneuxia,
Townsendia,
Tracyina,
Tragopogon,
Traversia,
Trepadonia,
Trichanthemis,
Trichanthodium,
Trichocline,
Trichocoronis,
Trichocoryne,
Trichogonia,
Trichogoniopsis,
Trichogyne,
Tricholepis,
Trichoptilium,
Trichospira,
Tridactylina,
Tridax,
Trigonopterum,
Trigonospermum,
Trioncinia,
Tripleurospermum,
Triplocephalum,
Tripolium,
Triptilion,
Triptilodiscus,
Trixis,
Troglophyton,
Tuberculocarpus,
Tuberostylis,
Tugarinovia,
Turanecio,
Turczaninovia,
Tussilago,
Tuxtla,
Tyleropappus,
Tyrimnus,
Tzvelevopyrethrum

## U
Ugamia,
Uleophytum,
Uniyala,
Unxia,
Urbinella,
Urmenetea,
Urolepis,
Urospermum,
Urostemon,
Ursinia

## V
Varilla,
Vellereophyton,
Venegasia,
Verbesina,
Vernonanthura,
Vernonella,
Vernonia,
Vernoniastrum,
Vernoniopsis,
Vicoa,
Vieraea,
Vigethia,
Viguiera,
Villanova,
Villasenoria,
Vinicia,
Vittadinia,
Vittetia,
Volutaria

## W
Waitzia,
Wamalchitamia,
Warionia,
Wedelia,
Welwitschiella,
Werneria,
Westoniella,
Wilkesia,
Willemetia,
Wollastonia,
Wunderlichia,
Wyethia

## X
Xanthisma,
Xanthium,
Xanthocephalum,
Xanthopappus,
Xenophyllum,
Xeranthemum,
Xerochrysum,
Xiphochaeta,
Xylanthemum,
Xylorhiza

## Y
Yariguianthus,
Yermo,
Youngia

## Z
Zaluzania,
Zandera,
Zemisia,
Zexmenia,
Zinnia,
Zoegea,
Zyrphelis,
Zyzyura,
Zyzyxia